# Скалистый кускус
Скалистый кускус, или кускус Даля (лат. Petropseudes dahli) — сумчатое млекопитающее из семейства кольцехвостых поссумов. Единственный представитель рода Petropseudes, который живёт преимущественно на земле. Видовое название дано в честь норвежского зоолога Кнута Даля (1871—1951).

## Описание
Длина тела составляет от 33 до 45 см, хвост длиной от 20 до 28 см, масса составляет от 1,3 до 2 кг. Длинная, мягкая шерсть сверху красновато-серого, а снизу светло-серого цвета. Короткий хвост может использоваться для хватания, его вершина и задняя часть нижней стороны безволосые. В отличие от других представителей семейства первые 2 пальца этих животных не противопоставлены. 

## Распространение
Эти животные живут в северной Австралии, область распространения охватывает северо-восток Западной Австралии, север Северной территории и северо-запад Квинсленда. Естественная среда обитания вида — это скалистые регионы, а также саванны. 

## Образ жизни
Они активны ночью и спят в течение дня в расщелинах скал или пещерах. Вероятно, они не строят гнёзда. Ночью они отправляются на поисках корма, при этом они часто влезают на деревья, чтобы сорвать листья и плоды. Они часто живут парами или небольшими группами.

## Размножение
О размножении известно мало. У самок есть открытая вперёд сумка с двумя сосками. Спаривание может происходить круглый год сочетание. Чаще на свет появляется один детёныш.